# Statue de Guillaume le Conquérant
La statue de Guillaume le Conquérant est située à Falaise, dans le Calvados, en France. Statue de Guillaume le Conquérant sur un cheval comme son nom l'indique, elle est l'œuvre du sculpteur français Louis Rochet,,, et fut fondue par Victor Thièbaut.

## Localisation
La statue est située place Guillaume-le-Conquérant à Falaise, à proximité de la mairie, de l'église de la Trinité et du château de Falaise.

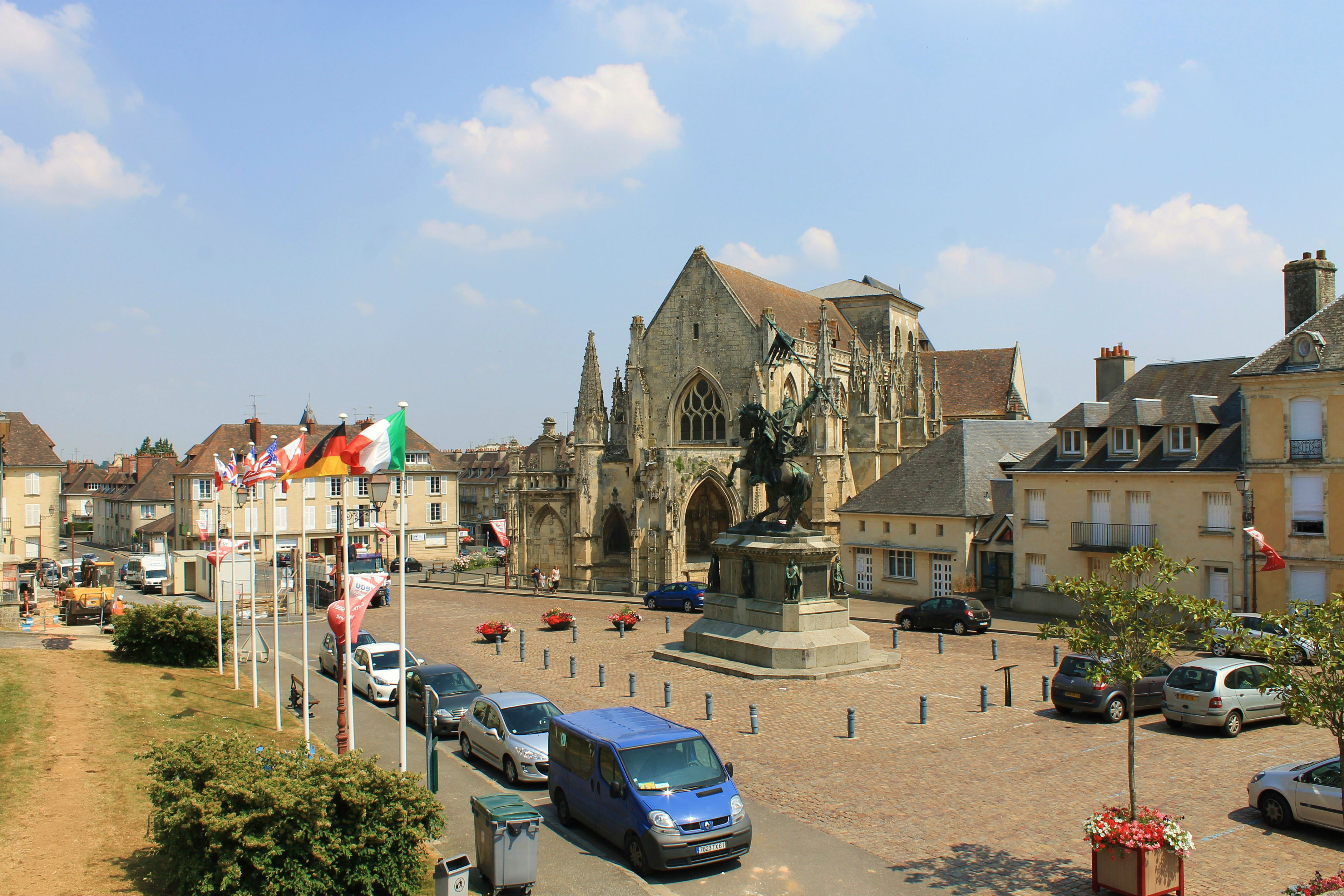
La place Guillaume-le-Conquérant à Falaise.

## Historique
Créée à l'aide d'une souscription nationale, elle a été inaugurée le 26 octobre 1851. Les six autres statues sont un ajout postérieur du 19 septembre 1875.
Son déboulonnement et sa fonte sont envisagés sous le régime de Vichy, dans le cadre de la mobilisation des métaux non ferreux. Les autorités renoncent rapidement et la retirent de la liste des statues en bronze sacrifiées.

## Description
Le monument est une statue en bronze installée sur un piédestal en granit. Guillaume le Conquérant, natif de la ville, porte le gonfanon donné par le pape Alexandre II. Le sculpteur, dans le but d'être réaliste s'est inspiré de la tapisserie de Bayeux. 
Sur le piédestal se trouve six autres statues représentant les ducs de Normandie Rollon, Guillaume Ier, Robert Ier, Richard Ier, Richard II et Richard III. Ces six statues, postérieures, furent fondues par Thiébaut frères. 
Deux plaques commémoratives sont aussi présentes. Sur le côté faisant face à l'église de la Trinité (Nord), il est écrit « GUILLAUME LE CONQUERANT DUC DE NORMANDIE ROI D'ANGLETERRE NE A FALAISE EN MXXVII ». Sur le côté faisant face au château et à l'hôtel de ville (Sud), il est écrit : « CE MONUMENT A ÉTÉ ÉRIGÉ PAR SOUSCRIPTION NATIONALE - LA STATUE ÉQUESTRE LE 26 OCTOBRE 1851 - LES STATUES DES SIX DUCS DE NORMANDIE LE 19 SEPTEMBRE 1875 ». 

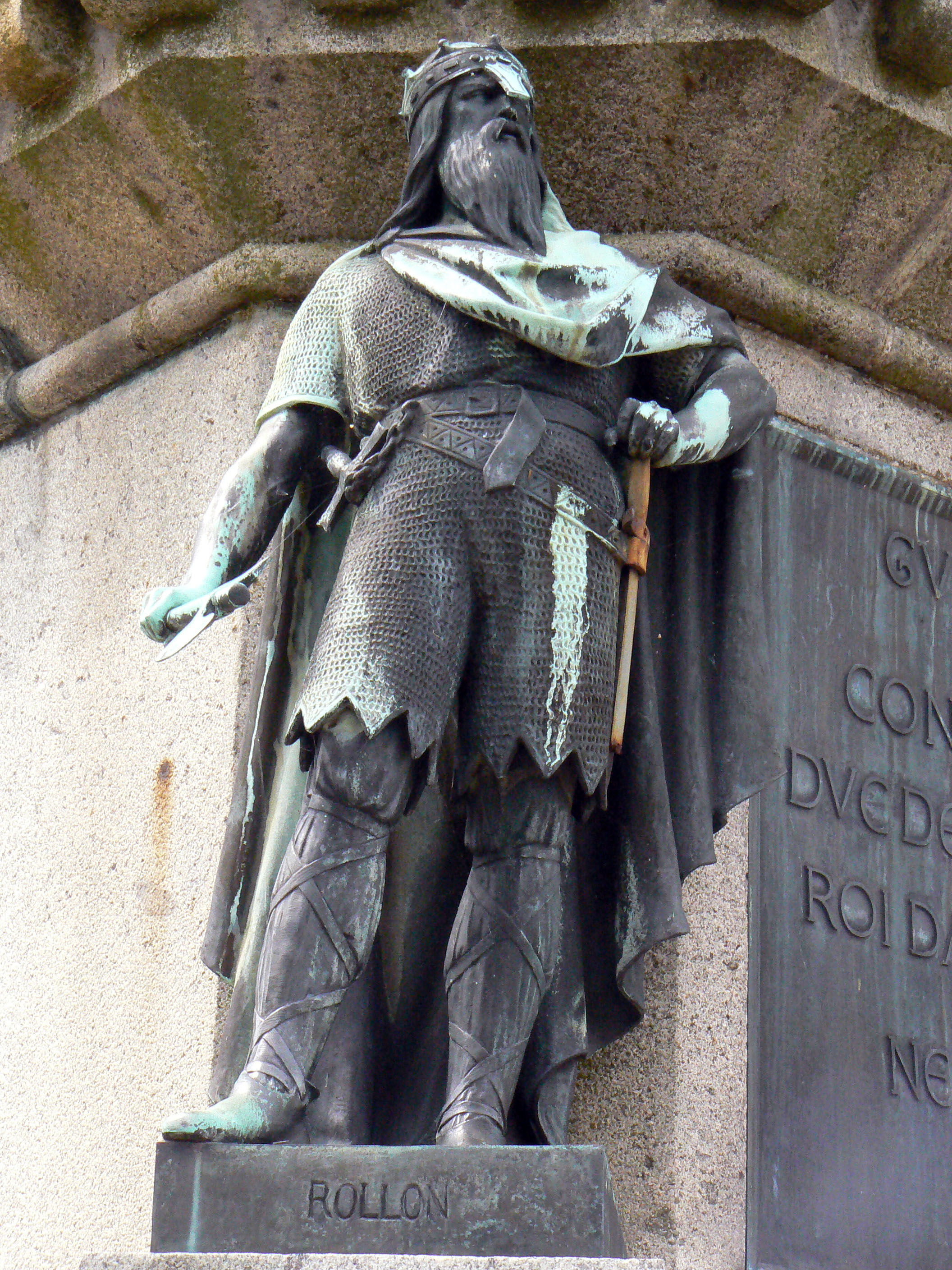
Rollon.
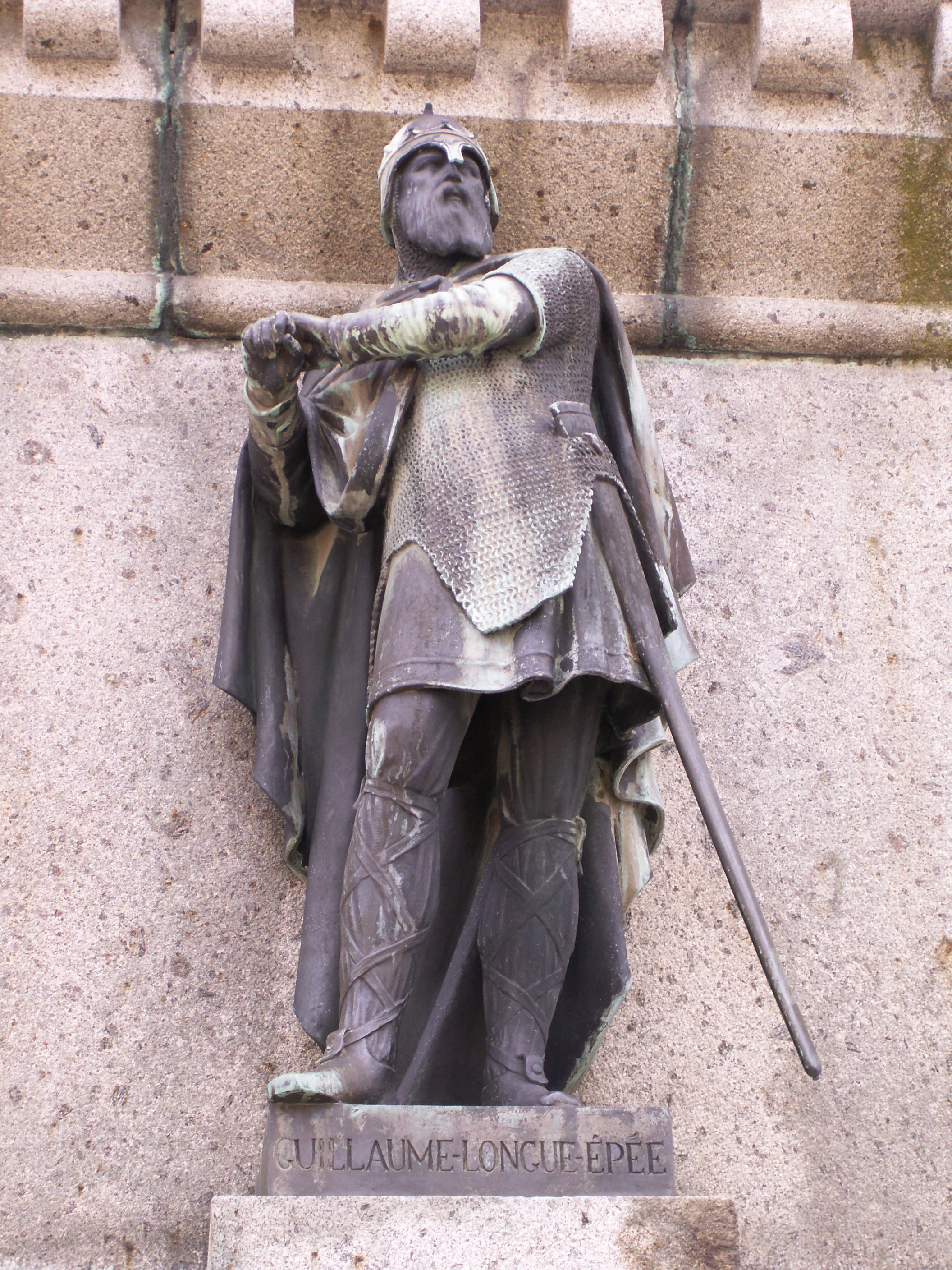
Guillaume Ier.
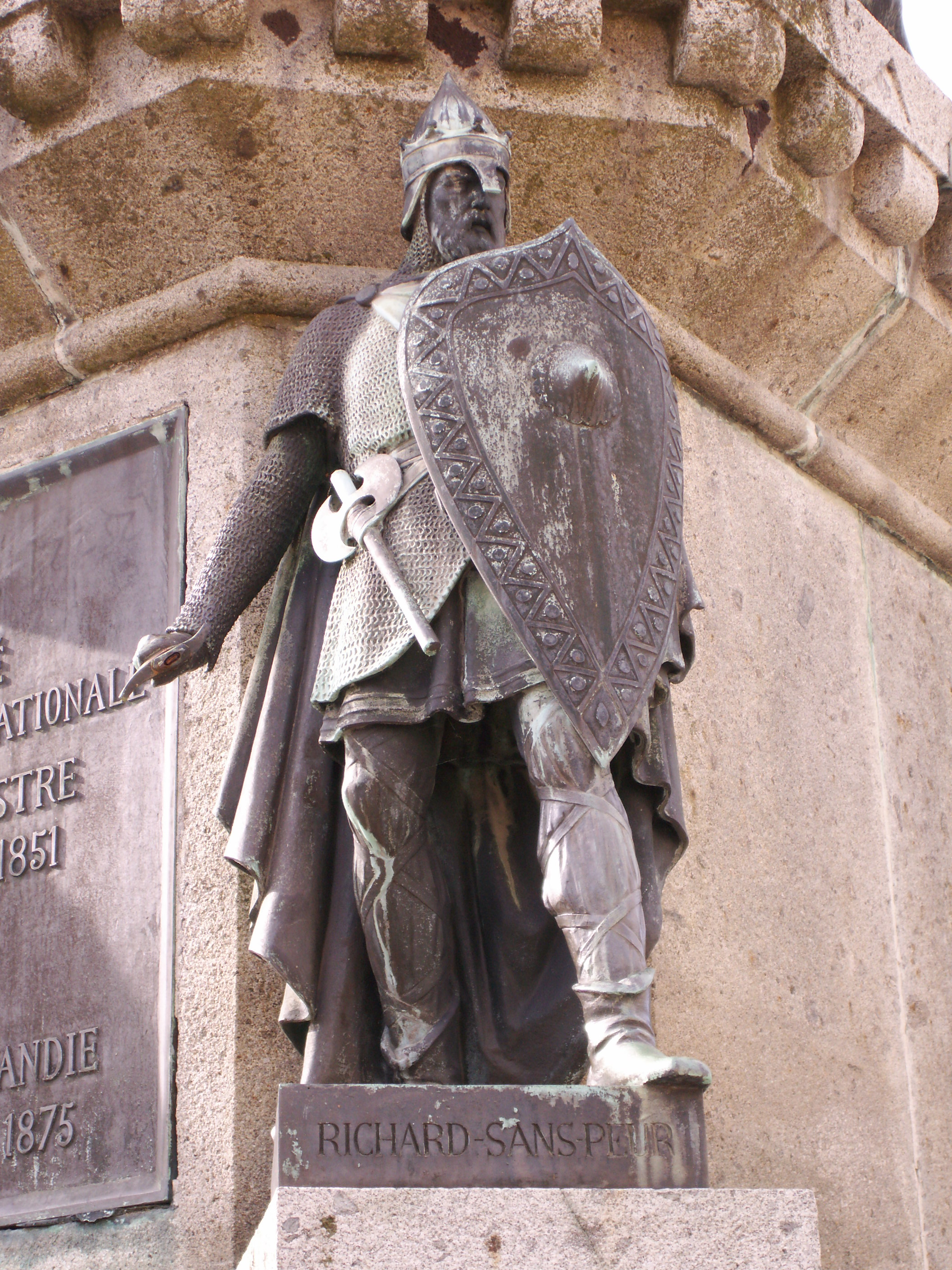
Richard Ier.
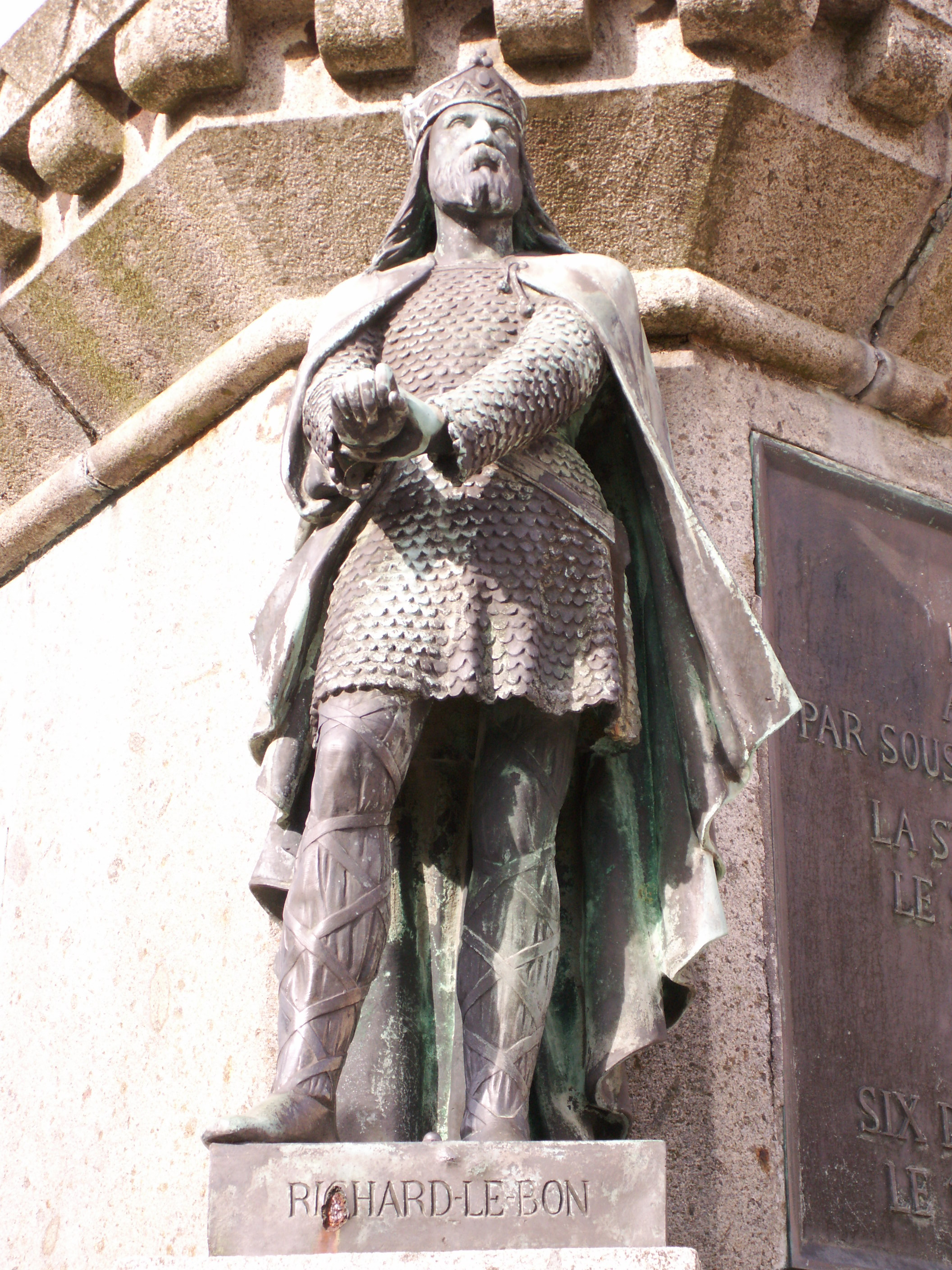
Richard II.
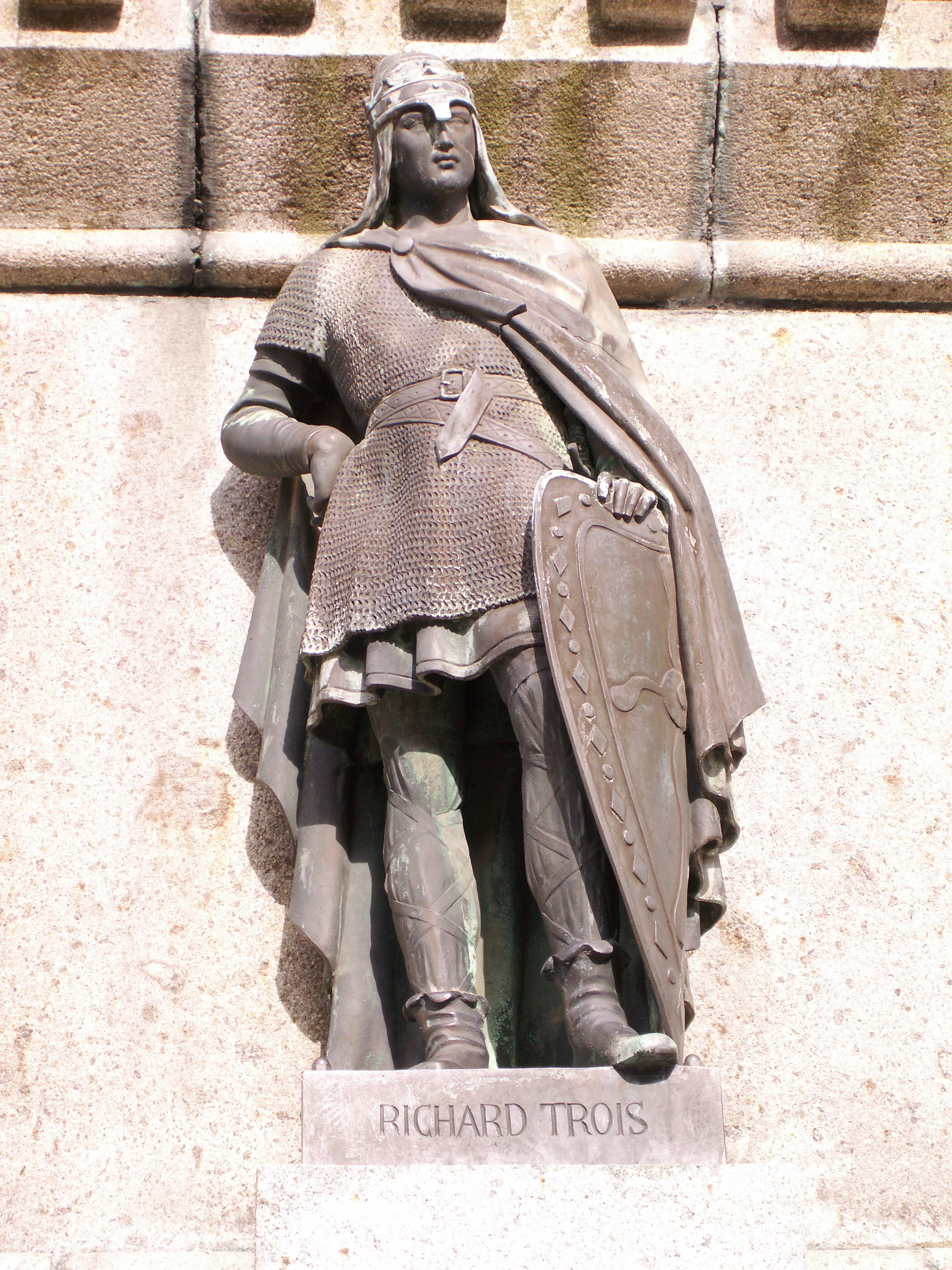
Richard III.
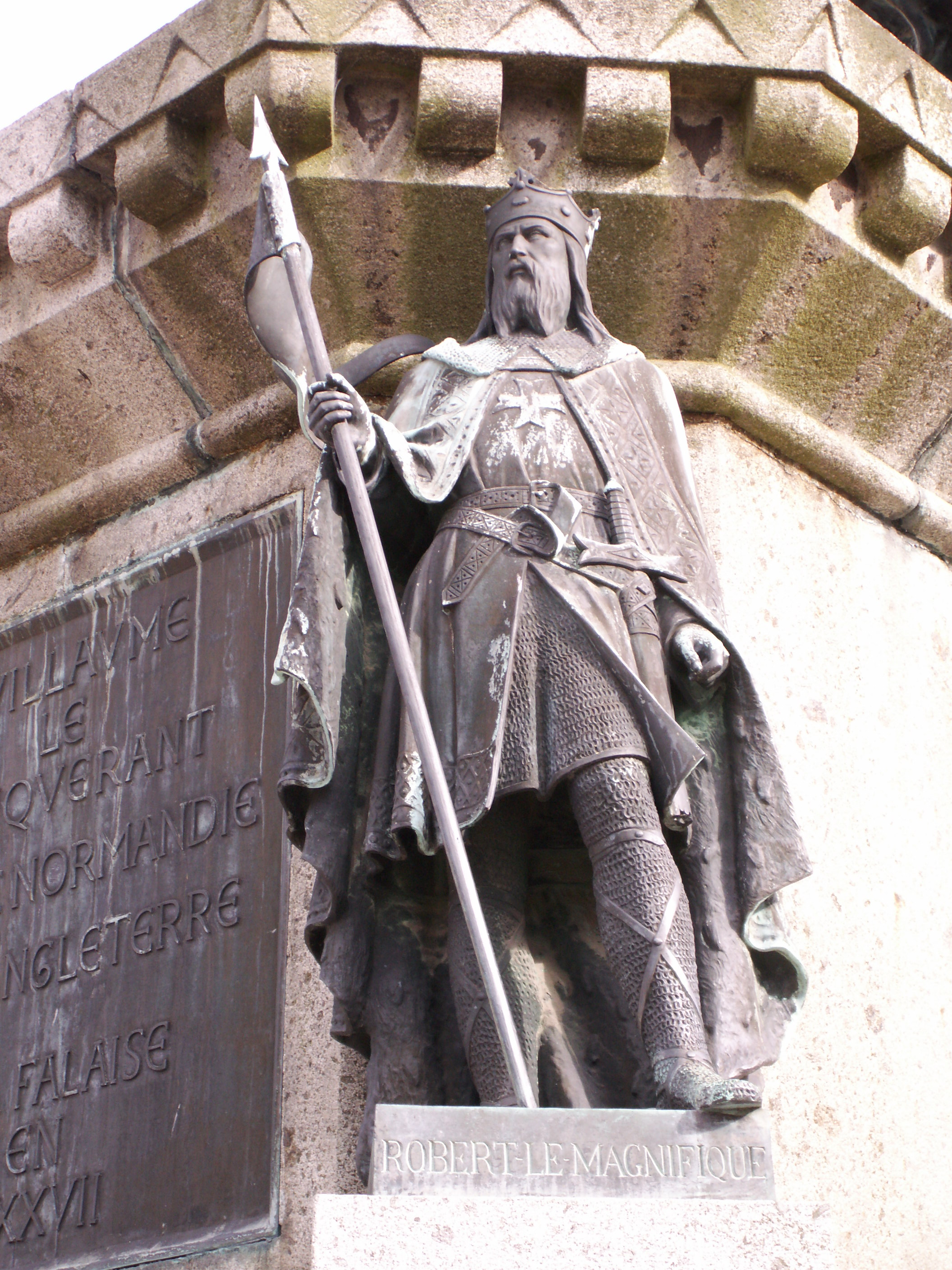
Robert Ier.
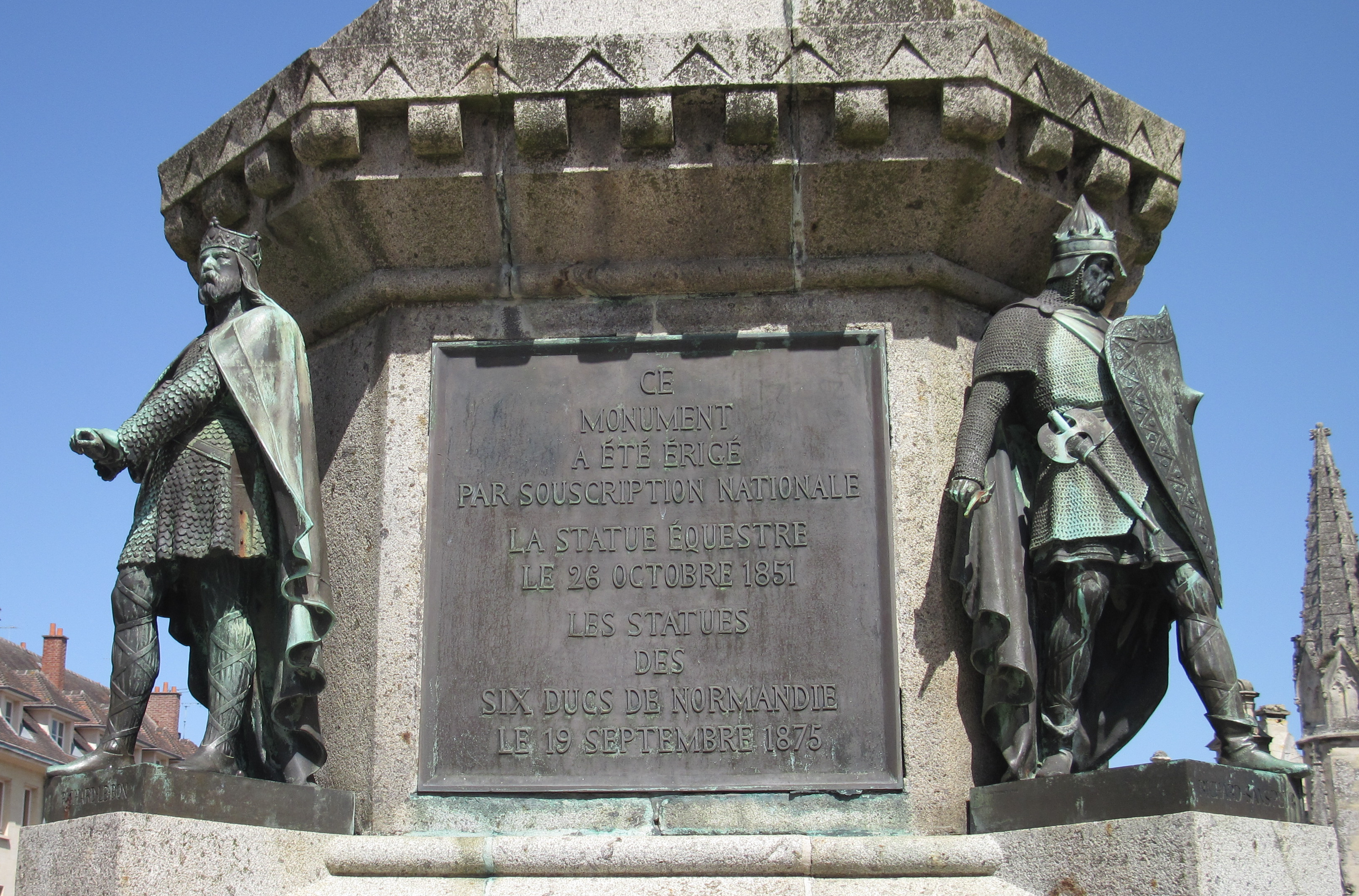
La plaque commémorative sur le piédestal, côté sud.

## Protection
Le monument fait l'objet d'une inscription au titre des monuments historiques par arrêté du 18 juillet 2006. L'arrêté du 16 février 2024, qui se substitue à l'arrêté d'inscription, classe l'objet au titre des monuments historiques. Sont protégés la statue équestre de Guillaume le Conquérant, ainsi que son socle comprenant les six statues des ducs de Normandie. La statue est propriété de la commune de Falaise.